# Alchemilla jailae
Alchemilla jailae är en rosväxtart som beskrevs av Sergei Vasilievich Juzepczuk. Alchemilla jailae ingår i släktet daggkåpor, och familjen rosväxter. Inga underarter finns listade i Catalogue of Life.